# 11582 Bleuler
11582 Bleuler eller 1994 PC14 är en asteroid i huvudbältet som upptäcktes den 10 augusti 1994 av den belgiske astronomen Eric W. Elst vid La Silla-observatoriet. Den är uppkallad efter Eugen Bleuler.
Den tillhör asteroidgruppen Koronis.